# Es Pontàs (Kletterroute)
Koordinaten: 39° 19′ 32,4″ N, 3° 8′ 40,3″ O

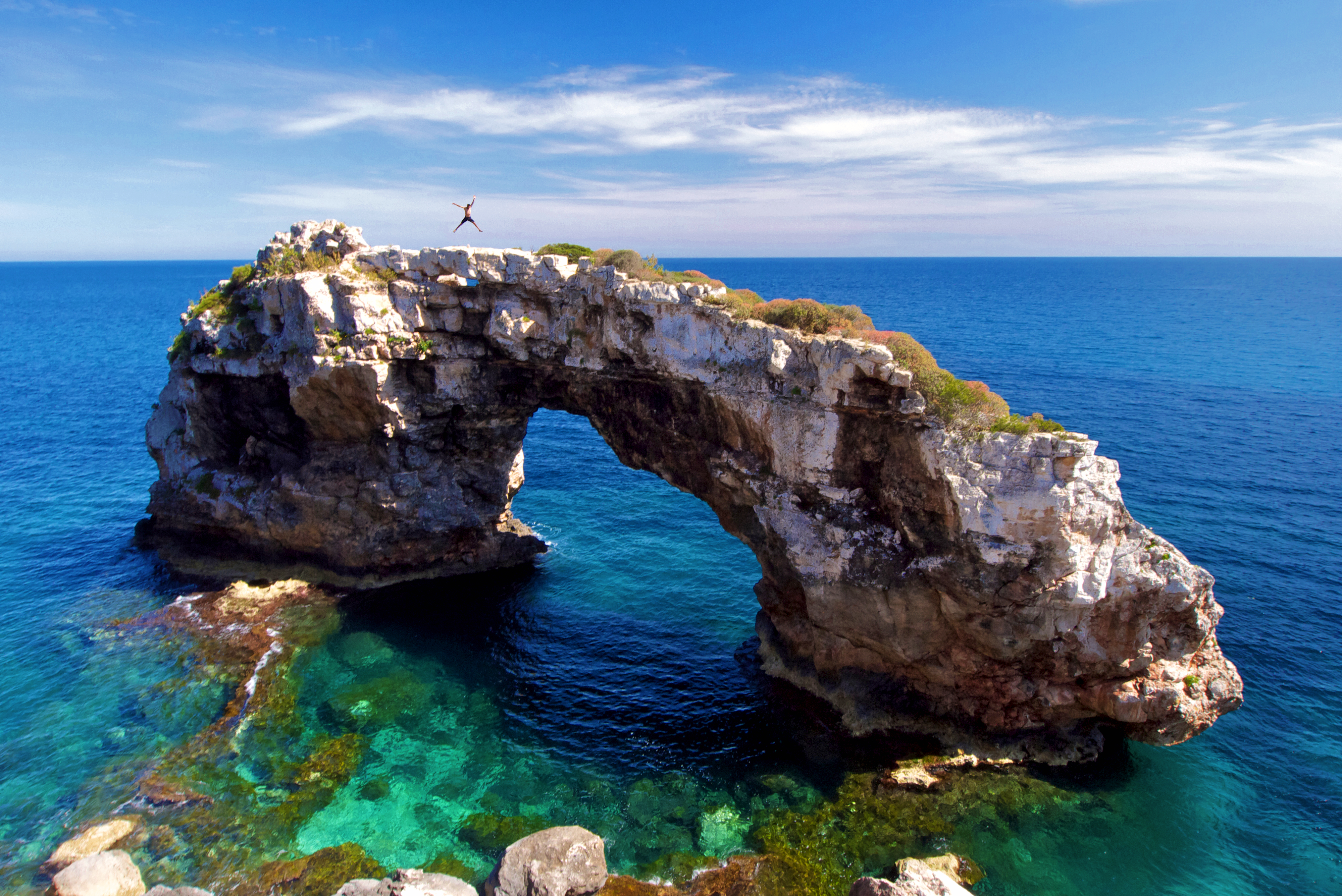
Der Felsen Es Pontàs

Es Pontàs ist eine am gleichnamigen Felsentor gelegene Kletterroute. Sie gilt mit einer Schwierigkeit von 9a+ als die anspruchsvollste Deep-Water-Soloing-Route der Welt und wurde im Sommer 2006 von Chris Sharma erstbegangen.

## Beschreibung
Die Route befindet sich an einem Felsentor im Meer südöstlich der Insel Mallorca. Der Fels befindet sich wenige Meter vor der Küste  zwischen der Cala Santanyí und der Cala Llombards in Migjorn. Die Route ist 20 Meter lang und nur per Boot zu erreichen. Sie beginnt auf Meereshöhe auf der Innenseite des Bogens und ist größtenteils stark überhängend, die Crux der Route besteht aus einem in 10 Metern Höhe liegenden, mehr als zwei Meter weiten Dynamo. Danach kann man in die etwas leichtere Route Pontax (8c) wechseln. Es Pontàs hingegen verläuft weiter rechts mit einer Traverse mit kleinen, technischen Zügen und endet auf dem Plateau des Steinbogens.

## Geschichte
Nachdem Chris Sharma 2001 bereits darüber nachdachte, mit dem Klettern aufzuhören, entdeckte er auf Mallorca das Deep Water Soloing für sich, bei welchem ihn die puristische Art des Kletterns faszinierte. Es war für ihn vergleichbar mit Bouldern kombiniert mit der Länge und Technik des Sportkletterns und Elementen des Free Solo. Daraufhin machte er sich auf die Suche nach einer herausfordernden, aber realistischen Route, welche er in der etwas leichteren Pontax fand. Diese durchstieg er 2005 zum ersten Mal, im September 2006 gelang ihm dann nach ungefähr 50 Versuchen auch die Erstbegehung von Es Pontàs. Chris Sharma selber bewertete die Routen nicht, aus seinen Vergleichen und den Einschätzungen anderer Kletterer konnte allerdings der Grad ermittelt und durch spätere Begehungen bestätigt werden.
Breite Aufmerksamkeit in der Kletterszene gewann die Begehung durch den Preisgekrönten Film King Lines.
Erst zehn Jahre später, im November 2016, wurde die Route durch Jernej Kruder das erste Mal wiederholt. Beinahe einen Monat projektierte er mit Jan Hojer, bis ihm die erfolgreiche Begehung gelang. Hojer gelang erst im folgenden Jahr eine erfolgreiche Begehung und 2021 wurde die Route von Jakob Schubert zum bisher vierten Mal begangen.

## Begehungen
- 16. September 2006 – Chris Sharma, USA
- 1. November 2016 – Jernej Kruder, Slowenien
- Oktober 2018 – Jan Hojer, Deutschland
- Oktober 2021 – Jakob Schubert, Österreich
- Oktober 2024 – Hannes Van Duysen, Belgien
- Oktober 2024 – Mejdi Schalck, Frankreich